# Вочерово-54
Вочерово-54 — железнодорожный разъезд входит в состав городского округа города Мантурово Костромской области.

## География
Находится в южной части Костромской области на расстоянии приблизительно 9 км на восток по прямой от окружного центра города Мантурово на левобережье реки Унжа.

## История
До 2018 года входил в состав Знаменского сельского поселения Мантуровского муниципального района.

## Население
Постоянное население составляло 14 человек в 2002 году (русские 100 %), 1 в 2022.